# Замъци в Чехия

## А
- Айхелбург (Aichelburg)
- Албрехтице над Орлици
- Ауершперк

## Б
- Бездез (Bezděz)
- Битов (Bítov)
- Боузов (Bouzov)
- Бухлов (Buchlov)

## В
- Вевержи (Veveří)
- Вишехрад (Vyšehrad)

## Г
- Грабщейн (Grabštejn)

## Д
- Детенице (Dětenice)

## З
- Звиков (Zvíkov)

## Ж
- Жлеби (Žleby)

## И
- Индржихув Храдец

## К
- Карлщейн (Karlštejn)
- Кокоржин (Kokořín)
- Конопище (Konopiště)
- Кост (Kost)
- Кршивоклат (Křivoklát)
- Крумловски замък (Český Krumlov)

## Л
- Лани (Lány)
- Ландщейн (Landštejn)
- Леднице (Lednice)
- Лестков (Lestkov)
- Литомишъл (Litomyšl)
- Локет (Loket)

## М
- Микулов (Mikulov)
- Милотице

## О
- Орлик (Orlik)

## П
- Пернщейн (Pernštejn)
- Подебрадски замък
- Пражки град (Pražský hrad)

## Р
- Рожемберк (Rožmberk)
- Рощейн (Roštejn)

## Т
- Троски (Trosky)
- Табор

## Ф
- Фридлант (Frýdlant) (zámek)

## Х
- Хасищейн (Hasištejn)
- Хазембурк (Hazmburk)
- Хеб (Cheb)
- Хлубока (Hluboká nad Vltavou)
- Хлубочепи (Hlubočepy)

## Ч
- Червена Лхота (Červená Lhota)
- Чески Щернберк (Český Šternberk)

## Ш
- Шкворец (Škvorec)
- Шпилберк (Špilberk)

## Я
- Янув (Janův hrad, Janohrad)